# أليسون دياز هيك
أليسون دياز هيك هو لاعب كرة قدم برازيلي، ولد في 31 مايو 1984. لعب مع نادي بارانا.